# Écomusée Ferme du Clos Parchet
La ferme du Clos Parchet est une ferme située à Samoëns, en France.

## Localisation
La ferme écomusée est située dans le département français de la Haute-Savoie, sur la commune de Samoëns.

## Description
Le musée est riche d'une collection de plus de 2000 objets scientifiquement inventoriés. Venant tous des environs de Samoëns ils forment ainsi un ensemble cohérent exceptionnel pour les ethnologues étudiant l'agro-pastoralisme.
L'accueil des scolaires est au cœur du projet de l'écomusée du Clos Parchet. Des visites guidées sont régulièrement organisées ainsi que des ateliers participatifs avec les enfants.  

## Historique
Cette ferme traditionnelle datant de 1815, est achetée en 1977 par Simone Dechavassine (née Duprat), parisienne qui animait des classes pédagogiques. Avec son voisin et époux, Pierre Dechavassine,  ils partent à la découverte du  concept d'écomusée, développé notamment dans les années 1960-70 par le muséologue George Henri-Rivière. Ils décident alors de rénover la ferme avec des techniques traditionnelles, pendant que Simone Dechavassine rejoint la Société des Maçons de Samoëns et se forme auprès des Guides du Patrimoine des Pays de Savoie.
Le couple s’entoure d’autres passionnés de patrimoine. Ils déposent les statuts de l'association des Amis de la Ferme du Clos Parchet et obtiennent l'autorisation préfectorale pour ouvrir le bâtiment au public en 1994. Au fil des ans, l'association recueille un millier d'objets qui viennent doubler la collection familiale de Pierre Dechavassine. Le couple engage toute leur passion dans cet écomusée et toutes leurs économies pour racheter la ferme voisine en 1995, qui permet de créer un espace d’accueil. De nombreux Guides du Patrimoine des Pays de Savoie rejoignent l’écomusée pour animer des visites guidées. 
L'édifice est inscrit au titre des monuments historiques en 2007.